# Julie Heldman
Julie Heldman (Berkeley, 8 dicembre 1945) è un'ex tennista statunitense.